# LNB Pro A de 2020–21
A Liga Francesa de Basquetebol de 2020–21 foi a 99ª edição da máxima competição francesa de basquetebol masculino, sendo a 33ª edição organizada pela Ligue Nationale de Basket (LNB).
Atualmente a liga recebe patrocínio e namings rights da empresa estadunidense Jeep, passando a denominar-se Jeep Élite.
Em virtude da Pandemia de COVID-19 na França a temporada 2019-20 foi cancelada e não apurou o campeão pela primeira vez em sua história.

## Equipes Participantes
| Equipe               | Localização          | Arena                           | Capacidade |
| -------------------- | -------------------- | ------------------------------- | ---------- |
| Boulazac             | Boulazac             | Le Palio                        | 5.200      |
| Boulogne-Levallois   | Levallois            | Palais des Sports Marcel Cerdan | 2.814      |
| Bourg-en-Bresse      | Bourg-en-Bresse      | Ekinox                          | 3.548      |
| Chalon/Saône         | Chalon-sur-Saône     | Le Colisée                      | 5.000      |
| Châlons-Reims        | Reims                | Complexo René-Tys               | 3.000      |
| Cholet Basket        | Cholet               | La Meilleraie                   | 5.191      |
| Dijon                | Dijon                | Palácio de Esportes de Dijon    | 5.000      |
| Gravelines-Dunkerque | Gravelines           | Sportica                        | 3.500      |
| Le Mans              | Le Mans              | Antarès                         | 6.000      |
| Le Portel            | Le Portel            | Le Chaudron                     | 3.500      |
| Limoges              | Limoges              | Beaublanc                       | 6.000      |
| Lyon-Villeurbanne    | Villeurbanne         | Astroballe                      | 5.556      |
| Monaco               | Fontvieille (Mónaco) | Salle Gaston Médecin            | 3.700      |
| Nanterre             | Nanterre             | Palácio de Esportes de Nanterre | 3.000      |
| Orléans              | Orleães              | Palais des Sports               | 3.101      |
| Pau-Lacq-Orthez      | Pau                  | Palácio de Esportes de Pau      | 7.707      |
| Roanne               | Roanne               | Halle André Vacherresse         | 4.989      |
| Strasbourg           | Estrasburgo          | Rhénus Sport                    | 6.200      |

## Formato de Competição
Disputa-se Temporada Regular com as equipes enfrentando-se em casa e fora de casa, apurando os oito melhores que disputam os playoffs e os dois piores classificados são rebaixados para a ProB.

## Primeira Fase

### Calendário Temporada Regular
| Casa\Visitante       | BOU    | BLG    | BRE     | CHA    | REI   | CHO    | DIJ    | GRA    | LEM    | LEP    | LIM   | LYO    | MON   | NAN    | ORL    | PAU    | ROA     | STR   |
| -------------------- | ------ | ------ | ------- | ------ | ----- | ------ | ------ | ------ | ------ | ------ | ----- | ------ | ----- | ------ | ------ | ------ | ------- | ----- |
| Boulazac             |        | 85-91  | 68-81   | 87-88  | 81-70 | 77-83  | 76-86  | 75-80  | 99-105 | 70-71  | 63-72 | 67-95  | 71-77 | 74-96  | 73-92  | 78-86  | 82-72   | 79-86 |
| Boulogne-Levallois   | 98-79  |        | 76-79   | 88-80  | 77-71 | 72-68  | 65-75  | 89-57  | 101-92 | 85-60  | 82-76 | 106-87 | 78-85 | 73-67  | 87-65  | 84-77  | 75-69   | 63-71 |
| Bourg-en-Bresse      | 96-86  | 86-77  |         | 88-85  | 85-77 | 93-61  | 89-84  | 67-84  | 98-78  | 101-72 | 66-69 | 70-79  | 73-74 | 97-72  | 88-82  | 88-58  | 80-63   | 73-81 |
| Chalon/Saône         | 80-68  | 72-78  | 96-90   |        | 94-91 | 84-79  | 81-90  | 81-80  | 69-85  | 89-75  | 95-96 | 85-75  | 78-86 | 87-97  | 83-80  | 76-78  | 80-85   | 54-76 |
| Châlons-Reims        | 84-75  | 73-87  | 108-103 | 78-87  |       | 94-89  | 80-90  | 87-70  | 72-77  | 88-82  | 74-72 | 73-85  | 98-92 | 74-83  | 75-74  | 102-86 | 83-81   | 72-79 |
| Cholet Basket        | 116-80 | 82-95  | 96-89   | 91-73  | 87-98 | 91-73  | 83-73  | 105-90 | 88-95  | 86-78  | 81-82 | 73-82  | 76-87 | 83-88  | 91-70  | 75-78  | 83-72   | 90-97 |
| Dijon                | 86-77  | 66-64  | 80-71   | 85-75  | 87-72 | 89-81  |        | 83-73  | 90-86  | 73-57  | 75-70 | 81-74  | 86-83 | 78-67  | 74-71  | 87-71  | 96-64   | 81-87 |
| Gravelines-Dunkerque | 100-84 | 72-61  | 90-98   | 89-88  | 84-80 | 100-96 | 67-81  |        | 91-77  | 63-73  | 65-77 | 61-94  | 74-91 | 81-102 | 64-77  | 80-100 | 77-43   | 78-81 |
| Le Mans              | 98-83  | 95-88  | 85-86   | 98-78  | 84-87 | 85-84  | 80-86  | 69-64  |        | 90-91  | 91-68 | 105-96 | 71-86 | 95-86  | 87-93  | 88-78  | 97-84   | 97-79 |
| Le Portel            | 81-77  | 73-86  | 78-84   | 84-83  | 78-76 | 65-91  | 65-73  | 89-65  | 88-63  |        | 70-64 | 69-99  | 71-81 | 78-75  | 85-84  | 58-72  | 79-77   | 74-80 |
| Limoges              | 84-74  | 85-79  | 74-72   | 96-90  | 73-66 | 77-71  | 69-103 | 87-77  | 84-88  | 91-68  |       | 60-83  | 59-75 | 76-85  | 74-82  | 96-87  | 62-86   | 68-81 |
| Lyon-Villeurbanne    | 96-80  | 81-63  | 102-104 | 102-75 | 97-71 | 82-64  | 76-84  | 96-68  | 89-75  | 101-66 | 84-75 |        | 92-68 | 96-92  | 93-83  | 106-90 | 101-93  | 87-75 |
| Monaco               | 76-69  | 62-72  | 86-94   | 90-60  | 94-76 | 76-97  | 70-62  | 122-69 | 75-52  | 82-60  | 86-59 | 73-98  |       | 90-67  | 92-80  | 102-95 | 86-61   | 72-85 |
| Nanterre             | 84-86  | 73-65  | 82-95   | 97-84  | 96-71 | 76-80  | 77-86  | 67-72  | 97-93  | 76-75  | 66-88 | 83-101 | 86-79 |        | 99-87  | 115-77 | 74-79   | 89-80 |
| Orléans              | 91-68  | 90-79  | 78-70   | 87-79  | 99-79 | 101-63 | 74-69  | 104-69 | 79-87  | 79-67  | 78-73 | 66-80  | 85-86 | 89-98  |        | 85-75  | 108-100 | 91-65 |
| Pau-Lacq-Orthez      | 89-60  | 93-98  | 76-83   | 99-86  | 86-97 | 73-62  | 79-54  | 80-64  | 90-81  | 90-68  | 78-70 | 84-90  | 86-90 | 86-79  | 72-101 |        | 60-81   | 73-69 |
| Roanne               | 91-94  | 80-67  | 102-97  | 97-84  | 98-83 | 96-88  | 81-91  | 76-89  | 90-72  | 74-77  | 77-83 | 75-89  | 84-78 | 66-77  | 91-95  | 72-80  |         | 78-82 |
| Strasbourg           | 100-84 | 100-81 | 73-81   | 96-92  | 85-77 | 75-72  | 84-78  | 83-64  | 83-88  | 83-94  | 66-74 | 98-95  | 70-82 | 86-81  | 97-91  | 94-71  | 87-74   |       |

### Classificação Fase Regular
| Pos. | Clube                | %V    | Jogos | Jogos | Jogos | Pontos | Pontos | %P+  | %P-  | Classificação           |
| Pos. | Clube                | %V    | J     | V     | D     | P+     | P-     | %P+  | %P-  |                         |
| ---- | -------------------- | ----- | ----- | ----- | ----- | ------ | ------ | ---- | ---- | ----------------------- |
| 1    | Dijon                | 79.4% | 34    | 27    | 7     | 2.762  | 2539   | 81.2 | 74.7 | Playoffs                |
| 2    | Lyon-Villeurbanne    | 79.4% | 34    | 27    | 7     | 3.083  | 2655   | 90.7 | 78.1 | Playoffs                |
| 3    | Strasbourg           | 70.6% | 34    | 24    | 10    | 2.814  | 2698   | 82.8 | 79.4 | Playoffs                |
| 4    | Monaco               | 70.6% | 34    | 24    | 10    | 2.834  | 2594   | 83.4 | 76.3 | Playoffs                |
| 5    | Bourg-en-Bresse      | 64.7% | 34    | 22    | 12    | 2.910  | 2729   | 85.6 | 80.3 | Playoffs                |
| 6    | Boulogne-Levallois   | 58.8% | 34    | 20    | 14    | 2.730  | 2626   | 80.3 | 77.2 | Playoffs                |
| 7    | Le Mans              | 55.9% | 34    | 19    | 15    | 2.909  | 2870   | 85.6 | 84.4 | Playoffs                |
| 8    | Orléans              | 55.9% | 34    | 19    | 15    | 2.891  | 2732   | 85   | 80.4 | Playoffs                |
| 9    | Limoges              | 50%   | 34    | 17    | 17    | 2.583  | 2664   | 76   | 78.4 |                         |
| 10   | Nanterre             | 50%   | 34    | 17    | 17    | 2.849  | 2807   | 83.8 | 82.6 |                         |
| 11   | Pau-Lacq-Orthez      | 47.1% | 34    | 16    | 18    | 2.753  | 2819   | 81   | 82.9 |                         |
| 12   | Châlons-Reims        | 38.2% | 34    | 13    | 21    | 2.754  | 2896   | 81   | 85.2 |                         |
| 13   | Le Portel            | 38.2% | 34    | 13    | 21    | 2.489  | 2751   | 73.2 | 80.9 |                         |
| 14   | Cholet Basket        | 35.3% | 34    | 12    | 22    | 2.815  | 2842   | 82.8 | 83.6 |                         |
| 15   | Gravelines-Dunkerque | 32.4% | 34    | 11    | 23    | 2571   | 2863   | 75.6 | 84.2 |                         |
| 15   | Roanne               | 32.4% | 34    | 11    | 23    | 2712   | 2836   | 79.8 | 83.4 |                         |
| 17   | Chalon/Saône         | 29.4% | 34    | 10    | 24    | 2771   | 2961   | 81.5 | 87.1 | Rebaixados para a Pro B |
| 18   | Boulazac             | 11.8% | 34    | 4     | 30    | 2629   | 2977   | 77.3 | 87.6 | Rebaixados para a Pro B |

## Playoffs

### Confrontos
|  | Quartas-de-final | Quartas-de-final   | Quartas-de-final |                   |                   | Semifinais | Semifinais | Semifinais |  |  | Final | Final | Final |
|  |                  |                    |                  |                   |                   |            |            |            |  |  |       |       |       |
|  |                  | Dijon              | 83               |                   |                   |            |            |            |  |  |       |       |       |
|  |                  | Orleans            | 59               |                   |                   |            |            |            |  |  |       |       |       |
|  |                  | Orleans            | 59               |                   | Dijon             | 79         |            |            |  |  |       |       |       |
|  |                  |                    |                  |                   | Dijon             | 79         |            |            |  |  |       |       |       |
|  |                  |                    | Monaco           | 68                |                   |            |            |            |  |  |       |       |       |
|  |                  | Monaco             | Monaco           | 68                | 91                |            |            |            |  |  |       |       |       |
|  |                  | Monaco             |                  |                   | 91                |            |            |            |  |  |       |       |       |
|  |                  | Bourg-en-Bresse    | 72               |                   |                   |            |            |            |  |  |       |       |       |
|  |                  |                    |                  |                   |                   |            |            |            |  |  |       | Dijon | 74    |
|  |                  |                    |                  | Lyon-Villeurbanne | 87                |            |            |            |  |  |       |       |       |
|  |                  | Lyon-Villeurbanne  | 97               |                   |                   |            |            |            |  |  |       |       |       |
|  |                  | Le Mans            | 79               |                   |                   |            |            |            |  |  |       |       |       |
|  |                  | Le Mans            | 79               |                   | Lyon-Villeurbanne | 83         |            |            |  |  |       |       |       |
|  |                  |                    |                  |                   | Lyon-Villeurbanne | 83         |            |            |  |  |       |       |       |
|  |                  |                    | Strasbourg       | 67                |                   |            |            |            |  |  |       |       |       |
|  |                  | Strasbourg         | Strasbourg       | 67                | 79                |            |            |            |  |  |       |       |       |
|  |                  | Strasbourg         |                  |                   | 79                |            |            |            |  |  |       |       |       |
|  |                  | Boulogne-Levallois | 68               |                   |                   |            |            |            |  |  |       |       |       |

#### Quartas de final
| Time 1            | Placar  | Time 2             |
| ----------------- | ------- | ------------------ |
| Dijon             | 83 - 59 | Orléans            |
| Monaco            | 91 - 72 | Bourg-en-Bresse    |
| Lyon-Villeurbanne | 97 - 79 | Le Mans            |
| Strasbourg        | 79 - 68 | Boulogne-Levallois |

#### Semifinal
| Time 1            | Série | Time 2     |
| ----------------- | ----- | ---------- |
| Dijon             | 79-68 | Monaco     |
| Lyon-Villeurbanne | 83-67 | Strasbourg |

#### Final
| Time 1 | Série | Time 2            |
| ------ | ----- | ----------------- |
| Dijon  | 74-87 | Lyon-Villeurbanne |

## Campeões
| Jeep® Élite 2020–21 Campeões |
| ---------------------------- |
| Lyon-Villeurbanne 20º Título |

## Clubes franceses em competições europeias
| Clube              | Competição        | Resultado                                                              |
| ------------------ | ----------------- | ---------------------------------------------------------------------- |
| Lyon-Villeurbanne  | EuroLiga          | Eliminado na temporada regular na 14ª colocação com 13v - 21d          |
| Monaco             | EuroCopa          | Campeão (1º título)                                                    |
| Nanterre           | EuroCopa          | Eliminado na Top 16 (3º lugar no Gr.E com 2v - 4d)                     |
| Boulogne-Levallois | EuroCopa          | Eliminado nas Quartas de finais por Gran Canaria por 0-2 (74-84;64-66) |
| Bourg-en-Bresse    | EuroCopa          | Eliminado na Top 16 (4º lugar no Gr.G com 0v - 6d)                     |
| Strasbourg         | Liga dos Campeões | Eliminado nas semifinais por Hereda San Pablo Burgos                   |
| Limoges            | Liga dos Campeões | Eliminado na temporada regular (4º lugar no Gr.G com 2v - 4d)          |
| Dijon              | Liga dos Campeões | Eliminado na temporada regular (3º lugar no Gr.B com 4v - 2d)          |
| Cholet Basket      | Liga dos Campeões | Eliminado na temporada regular (3º lugar no Gr.C com 4v - 2d)          |
| -                  | Copa Europeia     |                                                                        |
| -                  | Copa Europeia     |                                                                        |

## Rebaixamento para aLNB Pro B
- Chalon/Saône
- Boulazac